# NGC 4790
NGC 4790 ist eine Balken-Spiralgalaxie vom Hubble-Typ SBc im Sternbild Jungfrau an der Ekliptik, die schätzungsweise 55 Millionen Lichtjahre von der Milchstraße entfernt ist. Hier wurde die Ib-Supernova SN 2012au beobachtet.
Im selben Himmelsareal befinden sich u. a. die Galaxien NGC 4760, NGC 4766, NGC 4781, NGC 4784.
Das Objekt wurde am 25. März 1786 von Wilhelm Herschel mit einem 18,7–Zoll–Spiegelteleskop entdeckt, der sie dabei mit „pF, pS, iR“ beschrieb.